# ホテルイーストジャパン
ホテルイーストジャパン（英：Hotel East Japan）は、かつて北海道苫小牧市に存在したホテル。

## 概要
岩倉組がホリデイ・インの技術提携によるフランチャイズ形式で「ホテルビバリートム」として苫小牧港入船埠頭の後背地6600平米の敷地に総工費4億円を投じ、1972年10月に着工し、1973年6月に開業。竹山実が設計を担当、10階建て総面積4200平米、円筒形の建物にドームをかぶせた形で、最上階に港を一望するスカイラウンジを設けるなどユニークな構造とした。
1976年には経営合理化のため子会社「ホテルビバリートム」に移管したが、苫小牧市内のホテル建設ラッシュにより業績が伸び悩み、本社の経営悪化に伴う不動産売却の対象となり売却。1980年11月4日に東日本フェリーが苫小牧港のフェリー基地としての将来性を評価して子会社「ホテル・イーストジャパン」を設立、本ホテルを創業した岩倉組グループ等と提携し3億円の費用をかけ改装を実施。1981年に「ホテル・イーストジャパン」に改称し5月から6月にかけ宴会・客室・レストランの順に段階的に営業を再開。また1986年には北海道のホテルでは初の結婚式用チャペルも設置。
その後1996年から利用者が減少、建物の老朽化や低価格競争により業績が低迷、独特の構造により改修工事が困難なことから、2003年1月24日の宿泊と25日のレストラン営業をもって閉業。同年春に解体が予定されたが、苫小牧市内の不動産会社との売却交渉が折り合わず東日本フェリーの会社更生法申請もあり延期され2004年5月から解体に着手し会社を清算。
跡地の一部には2018年に大東開発によりオフィスを中心とした複合ビル「入船クロスポートビル」が建設されている。

## 施設
客室
- シングルA（5室、和室）
- シングルB（25室）
- シングルB（6室）
- ダブル（5室）
- ツイン（17室）
- スイート（2室）

飲食店
- レストラン「べが」（1階）[16]
- フランス料理「スカイラウンジびるご」（10階）[17]
- ティーラウンジ[6]

その他
- 宴会場[4]
  - 真珠の間（374平米・最大500名収容）
  - 珊瑚の間（105平米・最大150名収容）
  - 白樺の間（80平米・最大70名収容）
  - その他20平米・72平米各1室
- 麻雀ルーム[6]
- 日本庭園[6]
- チャペル[9]